# Nnedi Okorafor
Nnedimma Nkemdili Okorafor (Cincinnati, 8 de abril de 1974) conocida como Nnedi Okorafor y Nnedi Okorafor-Mbachu es una escritora estadounidense de origen nigeriano especialista en fantasía, ciencia ficción y ficción especulativa .

## Trasfondo y vida personal

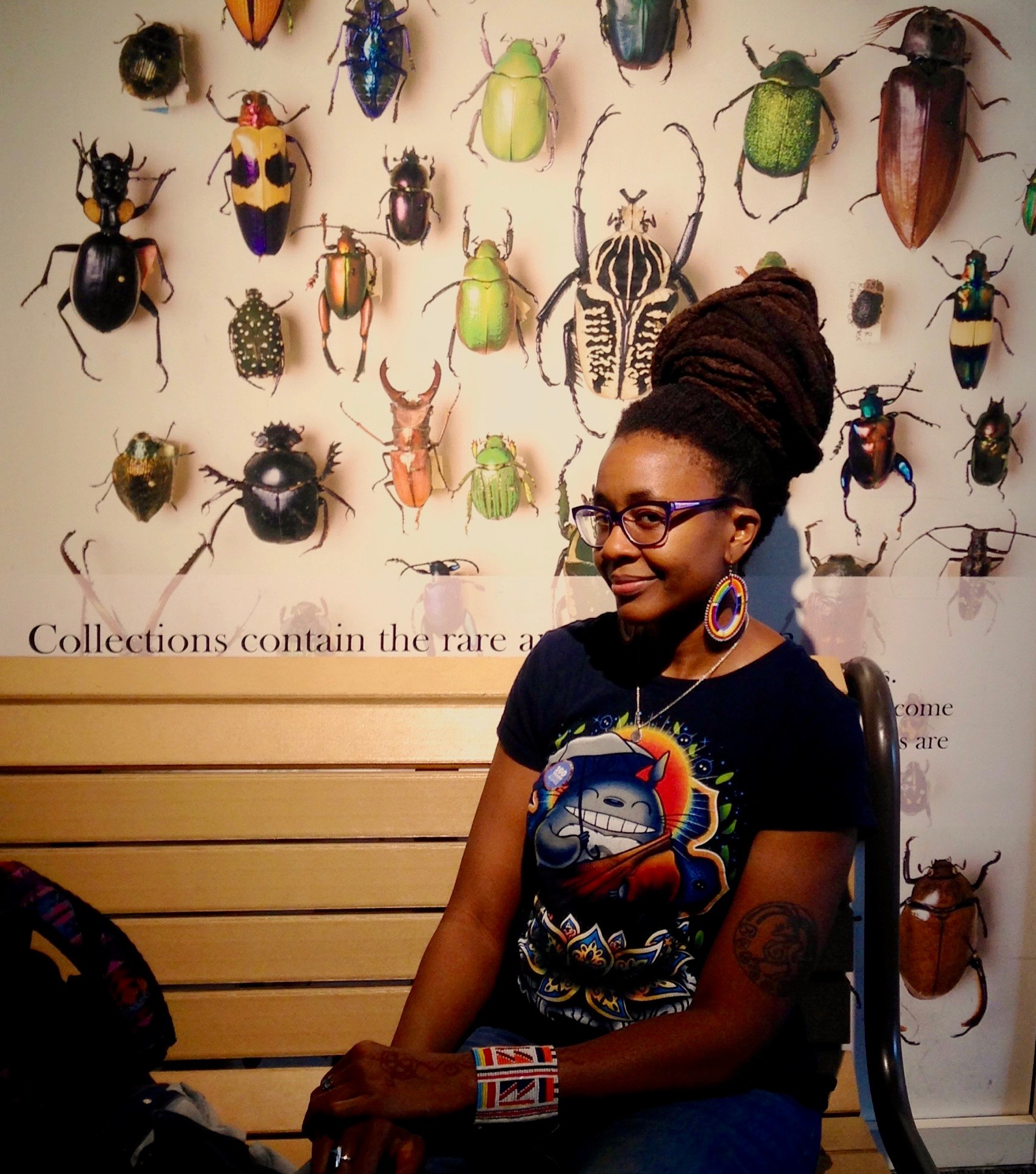
Nnedimma Okorafor en el Conservatorio de Mariposas

Hija de padres nigerianos de etnia Igbo nacida en Estados Unidos, ha visitado Nigeria desde pequeña. Durante sus años asistiendo al Instituto Homewood-Flossmoor en Flossmoor, Illinois, Okorafor fue una tenista estrella y una gran estudiosa de ciencias, que se tomaba el trabajo académico como un hobby interesante más que como una tarea. Cuando le diagnosticaron escoliosis, la cirugía a la que la sometieron para resolverlo acabó con su carrera atlética estudiantil y perdió la capacidad de caminar. Fue en esos momentos en que se redefinió a sí misma, ya que su condición la alejó de la carrera atlética y ya no pudo recuperarla hasta que no mejoró. Por ello, durante esa fase de recuperación, pasó el tiempo escribiendo como hobby. Sus novelas e historias reflejan tanto su herencia africana occidental como su vida americana. Okorafor se graduó en 2001 en el Taller de Escritores Clarion en Lansing, Michigan y tiene un doctorado en inglés de la Universidad de Illinois, Chicago. Es profesora asociada de escritura creativa y literatura en la Universidad de Búfalo y vive entre Búfalo y Olympia Fields, Illinois con su familia.

## Obras y crítica
Okorafor recibió en 2001 el premio literario Hurston Wright por su historia Amphibious Green. Después escribió dos alabados libros juveniles, The Shadow Speaker (Hyperion/Disney Book Group) and Zahrah the Windseeker (Houghton Mifflin Harcourt). Esta última ganó el Wole Soyinka Prize for Literature in Africa. También fue nominada en 2005 al Carl Brandon Parallax and Kindred Awards y fue finalista tanto para el Garden State Teen Book Award y el Golden Duck Award. The Shadow Speaker ganó el Carl Brandon Parallax Award,  un Booksense Pick for Winter 2007/2008, un Tiptree Honor Book, fue finalista de los premios Essence Magazine Literary, Andre Norton y Golden Duck y la nominaron a los NAACP Image Awards. El libro infantil de Okorafor Long Juju Man ganó en 2007-2008 el Macmillan Writer's Prize for Africa.
La primera novela dirigida al público adulto de Okorafor, Who Fears Death (DAW/Penguin Books), ganó en 2011 el World Fantasy Award a la mejor novela, fue elegido ese mismo año Tiptree Honor Book y fue nominado en 2010 al Nebula. En 2011, volvió al público juvenil con Akata Witch (Viking/Penguin), que fue seleccionado por el Junior Library Guild, y nominada al premio Andre Norton. También entró en el proyecto Amelia Bloomer de la American Library Association, en la lista centrada en libros infantiles con temática feminista. La novela de ciencia ficción de Okorafor Lagoon fue finalista del British Science Fiction Association Award (Mejor Novela) y al Red Tentacle Award (Mejor Novela) y fue considerada un Tiptree Honor Book. Su novela corta de ciencia ficción Binti ganó en 2016 tanto el Nebula como el Hugo a mejor novela corta, y fue finalista del British Science Fiction Association Award (Mejor corto) y al BooktubeSFF Award (Mejor obra corta).
Las historias cortas de Okorafor se han publicado en antologías y revistas, incluyendo Dark Matter: Reading The Bones, Enkare Review, Strange Horizons, la revista Moondance y en el volumen XVIII de Writers of the Future. Prime Books publicó en 2013 una colección de sus historias llamada Kabu Kabu. Incluye el relato homónimo, coescrita con Alan Dean Foster, y otras seis historias cortas inéditas, así como catorce relatos que se habían publicado en otros espacios desde 2001, así como un prólogo de Whoopi Goldberg.
En 2009, Okorafor donó su archivo a la colección del departamento de libros raros y especiales de la Science Fiction and Fantasy Writers of America (SFWA) de la biblioteca de la Universidad del Norte de Illinois.
Gary K. Wolfe escribió sobre su obra: "El genio de Okorafor para encontrar las imágenes icónicas y tradiciones de la cultura africana, sobre todo de la nigeriana y, especialmente, la Igbo, y tocarla lo justo para introducirla perfectamente en su vocabulario de lo fantástico."
En febrero de 2014, se anunció que Okorafor iba a ser la Invitada de Honor como autora de juvenil en Detcon 1, la convención de 2014 de la ciencia ficción estadounidense. Detcon1 ponía un énfasis especial en la ciencia ficción juvenil.
En octubre de 2017 se anunció que la editorial Crononauta sería la encargada de traer Binti, Binti: Home y Who fears death a España con traducción de Carla Bataller.

## Filmografía seleccionada
- Brave New Souls: Black Sci-Fi & Fantasy Writers of the 21st Century (2013) – como ella misma[15]